# Nábřeží Kapitána Jaroše
Nábřeží Kapitána Jaroše v Holešovicích v Praze vede podél levého břehu Vltavy od Štefánikova mostu kolem Hlávkova mostu k Negrelliho viaduktu. Vede tedy místy, kde v minulosti stálo jádro vsi Bubny, později začleněné do Holešovic. Nazváno je podle československého důstojníka Otakara Jaroše (1912–1943). Do začátku roku 2020 zde měl sídlo úřad městské části Praha 7.
U nábřeží byla nebezpečná křižovatka s mnoha nehodami, rekonstrukce které proběhla v roce 2012. Další velká rekonstrukce části nábřeží byla v roce 2014.

## Historie a názvy
Původně byla tato část nábřeží součástí tzv. silnice pod Letnou, po stavebních úpravách tu v roce 1920 vzniklo nábřeží pod Letnou. To bylo v roce 1938 přejmenováno na Kramářovo nábřeží (podle dr. Karla Kramáře, prvního československého předsedy vlády) a v letech 1948–1991 bylo nábřeží přejmenováno na nábřeží Kapitána Jaroše. V roce 1991 došlo k oddělení části nábřeží Kapitána Jaroše jižně od Štefánikova mostu, a oddělená část dostala název nábřeží Edvarda Beneše:
- 1896 – „Silnice pod Letnou“,
- 1920 – „Nábřeží pod Letnou“,
- 1938 – „Kramářovo nábřeží“,
- 1948 – „Nábřeží Kapitána Jaroše“.

## Budovy, firmy a instituce
- monumentální budova někdejší Úrazové pojišťovny dělnické pro Čechy (nábřeží Kapitána Jaroše 1000/7), pozdější sídlo Státní plánovací komise, dočasně i Úřadu městské části Praha 7; současným správcem je Generální finanční ředitelství a sídlí zde některé složky finanční správy
- bostel Hermes – u břehu Nábřeží Kapitána Jaroše[5]